# Stevens Arms
Stevens Arms était un fabricant américain d'armes à feu fondé par Joshua Stevens en 1864 à Chicopee, dans le Massachusetts. La société a introduit la cartouche .22 Long Rifle et a fabriqué un certain nombre de modèles de fusils, fusils de chasse et pistolets. En 1902, elle se présente comme « le plus grand producteur d'armes de sport au monde ». Ils ont été achetés par New England Westinghouse (en) le 28 mai 1915, puis par Savage Arms le 1er avril 1920. En tant que filiale de Savage, Stevens a continué à produire des armes à feu dans son usine de Chicopee Falls jusqu'en 1960, date à laquelle l'usine a été démolie et la production de Stevens transférée dans d'autres installations de Savage. Savage a abandonné le nom Stevens en 1991, mais l'a repris en 1999 et l'utilise encore aujourd'hui pour un certain nombre de ses carabines et fusils de chasse bon marché.

## Histoire
Stevens Arms est fondé en 1864 par Joshua Stevens avec l'aide des bailleurs de fonds W.B. Fay et James Taylor à Chicopee dans le Massachusetts. La société porte à l'origine le nom de J. Stevens & Co., et son premier produit est un pistolet à canon basculant (en) à un coup.

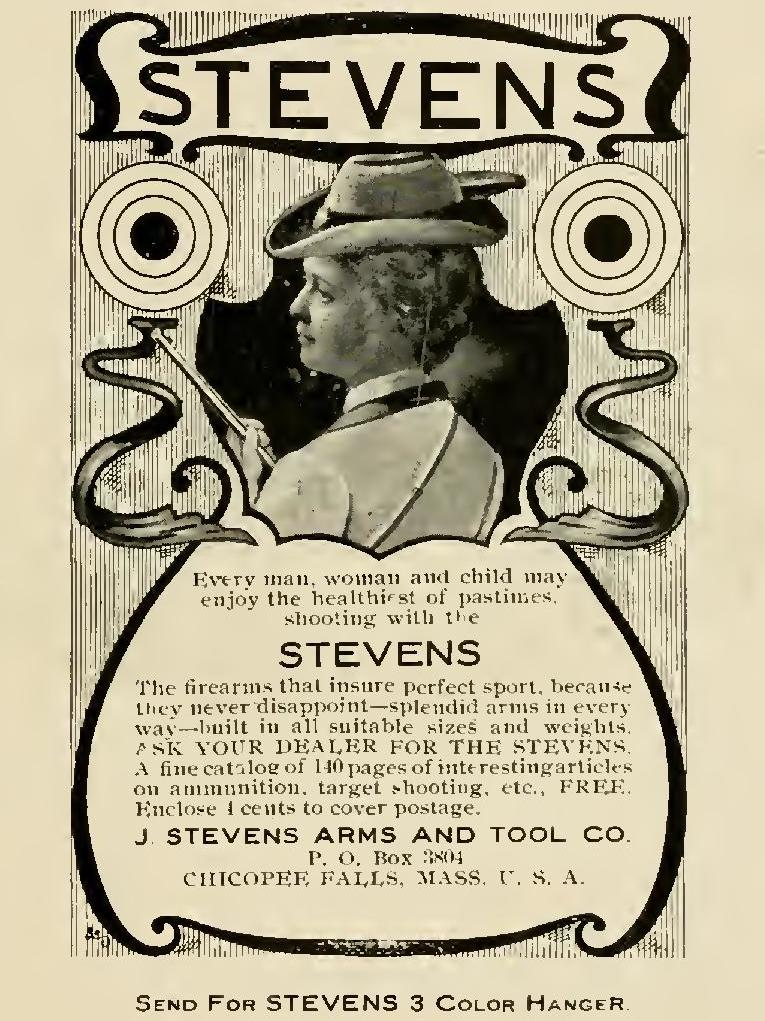
Publicité de 1906 dans l'annuaire de l'université de Virginie-Occidentale

Les affaires tournent au ralenti en 1870, Stevens occupe à cette époque une ancienne minoterie et n'emploie que soixante personnes. La Panique de 1873 a eu un impact négatif supplémentaire sur les ventes. En 1876, l'entreprise se redresse au point de fabriquer deux fois plus de fusils de chasse qu'avant cette année-là. En 1883, ils achètent la Massachusetts Arms Company (en) que Joshua Stevens avait contribué à fonder en 1850. En 1886, la société est réorganisée et Incorporeted sous le nom de J. Stevens Arms & Tool Co. L'entreprise connaît une croissance régulière, la fabrication et la vente d'outils représentant désormais la majeure partie de sa production.
Stevens et Taylor sont rachetés en 1896 par I.H. Page, qui était l'un des nouveaux partenaires ainsi que le comptable de l'entreprise. Page conduit l'entreprise à une croissance significative, si bien qu'en 1902, Stevens compte 900 employés et est considéré comme l'un des principaux fabricants d'armes à feu de sport au monde. En 1901, Stevens s'associe à Frank Duryea pour produire l'automobile Stevens-Duryea, fabriquée également à Chicopee, mais dans une usine distincte. En 1915, Stevens est à la tête de l'industrie américaine de l'armement en ce qui concerne les fusils de tir sportif et les fusils pour le petit gibier.
Le 28 mai 1915, New England Westinghouse, une division de Westinghouse Electric, rachète Stevens. New England Westinghouse est créée spécifiquement pour remplir un contrat de production de 1,8 million de fusils Mosin-Nagant pour le tsar Nicolas II de Russie en vue de leur utilisation pendant la Première Guerre mondiale. Pour ce faire, ils ont besoin d'une usine de fabrication d'armes à feu et choisissent Stevens. Après le rachat, ils vendent la division de fabrication d'outils, arrêtent la production d'automobile Stevens-Duryea et, le 1er juillet 1916, rebaptisent la division des armes à feu J. Stevens Arms Company. Lorsque les bolcheviks renversent le tsar en 1917, New England Westinghouse n'est jamais payée et se retrouve en situation de détresse financière,. Ils réussissent à vendre la plupart des fusils au gouvernement américain et à maintenir l'usine de fabrication d'armes à feu Stevens en activité. L'entreprise reprend une production limitée d'armes à feu civiles entre 1917 et 1920, tout en cherchant un acquéreur pour Stevens.
Stevens est rachetée par Savage Arms Company le 1er avril 1920, l'entreprise fonctionnant comme une filiale de Savage mais avec un statut semi-indépendant jusqu'en 1942. Cette fusion a fait de Savage le plus grand producteur d'armes des États-Unis à l'époque.
Le 9 juillet 2019, Vista Outdoor conclu la vente de Savage Arms et de Stevens Arms pour 170 millions de dollars à un groupe d'investisseurs dirigé par la direction de Savage. Vista reçoit un produit brut immédiat de 158 millions de dollars et une note de 12 millions de dollars sur cinq ans. Vista déclare qu'elle utilisera cet argent, après avoir payé les taxes associées, pour réduire sa dette.

## Munitions
En 1887, Stevens met au point la munition .22 Long Rifle, qui sert de calibre d'introduction pour les enfants pendant des décennies, tout en étant très populaire pour le plinking, la chasse aux nuisibles et le tir sportif. La cartouche .22 LR est disponible depuis 1888, dans les carabines à canon brisé #1, #2, #9, et #10, et dans les carabines New Model Pocket et Bicycle. Le .22 LR surpassait les autres cartouches Stevens, telles que le .25 Stevens (en) et le .25 Stevens Court (en), conçues en tant que concurrentes, et proposées dans des modèles tels que le lever action (en) single shot Favorite (en) (produit entre 1894 et 1935) et le Crack Shot #15 (introduit en 1900.
Comme plusieurs fabricants le feront plus tard avec d'autres cartouches sauvages (en), Stevens adopta le .25-20 single shot, développé par J. Francis Rabbeth en 1882. L'impopularité de l'étui à goulot d'étranglement a conduit Stevens à développer le .25-21 (en) en 1897. Conçu par le capitaine W.L. Carpenter, 9th US Infantry, le .25-21 Stevens était essentiellement une version raccourcie du .25-25 (en) de 1895.

## Fusils

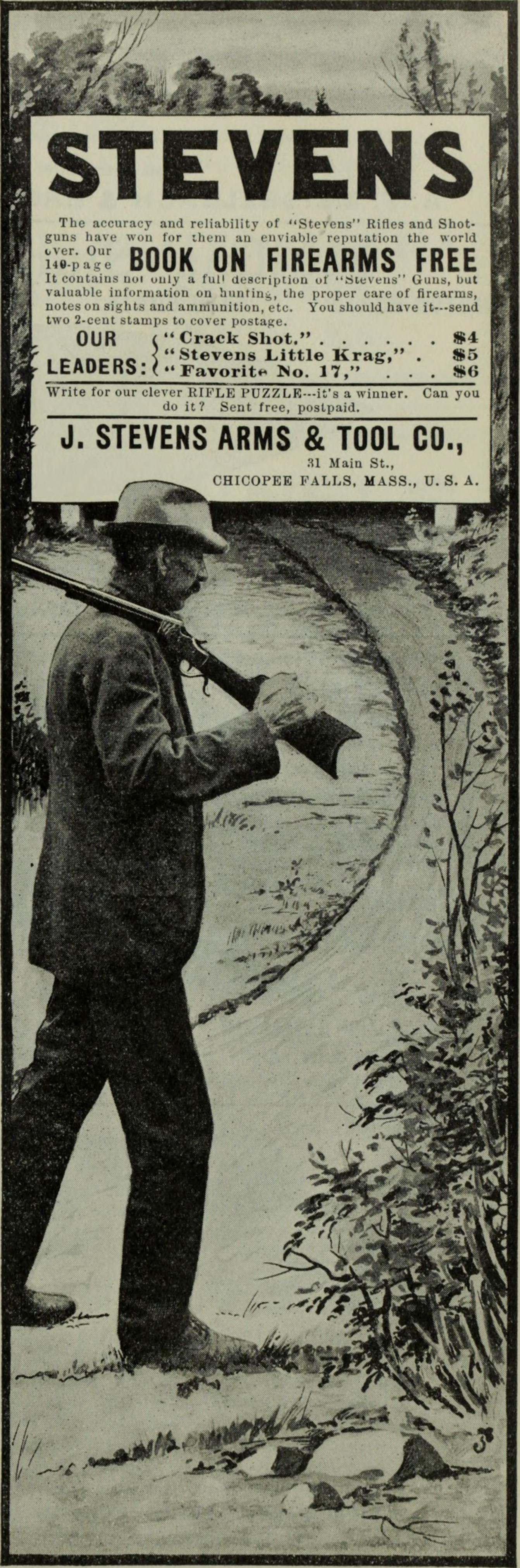
Publicité de Stevens Arms

En 1880, l'entreprise commence à fabriquer des fusils à verrou à bloc tombant. Ces armes, bien que moins connues que les armes à feu Ballard ou Winchester, étaient d'une qualité comparable. Leur prix était inférieur à ceux de Ballard ou de Winchester, ce qui rendait les modèles de bloc tombant de Stevens compétitifs sur le marché. Sous des noms tels que Favorite, Little Scout, Crack Shot et Marksman, Stevens a vendu des millions d'armes à feu à un coup (en) fiables. Le nombre total d'armes à feu à un coup fabriquées par la société dépassait les 3,5 millions en 1892.
Stevens, alors propriété de New England Westinghouse, a produit plus de 770 000 fusils Mosin-Nagant sous contrat avec le gouvernement russe entre 1916 et 1917, dont 225 260 ont été livrés. Le reste a été vendu au gouvernement américain pour armer les Forces expéditionnaires américaines, les Russes blancs, la Finlande et le Civilian Marksmanship Program (en),.
Le 416 était doté d'un canon surdimensionné et d'une grande crosse en bois. La conception du canon lourd ajoutait beaucoup de poids, ce qui le plaçait en position défavorable par rapport à des fusils plus grands tels que les différents calibres .30 proposés par l'armée. Il était équipé d'un guidon réglable, d'un guidon à capuchon et d'un petit chargeur amovible,.
Pendant la Seconde Guerre mondiale, Savage a utilisé les installations de Stevens pour produire plusieurs armes à feu militaires, dont le fusil Lee–Enfield Savage, la mitraillette Thompson, le Browning Automatic Rifle (BAR) et les mitrailleuses Browning M1919 et M2,,.
Stevens a introduit le modèle 87 en 1938, qui s'est vendu à plus d'un million d'exemplaires. D'autres unités ont été vendues sous le nom de Savage Model 6 par Sears.

## Fusils de chasse
À partir de 1872, Stevens a commencé à produire des fusils de chasse à un coup sur la base de ses fusils et pistolets basculants. Le premier fut le modèle 30, proposé en calibre 14, mais bientôt suivi par les calibres 10, 12, 16 et 20.
En 1876, Stevens a produit son premier fusil de chasse à double canon, le Three Trigger Model, qui utilisait une troisième gâchette pour déverrouiller la queue de détente, et était proposé en 10 et 12 calibres.
Entre 1900 et 1916, Stevens a produit 26 modèles de fusils de chasse à un coup, huit modèles à deux coups avec chien apparent et sept modèles à deux coups sans chien, dont un modèle à culasse latérale, le modèle 250, ainsi qu'un fusil à verrou de .410 avec magasin détachable à trois coups.

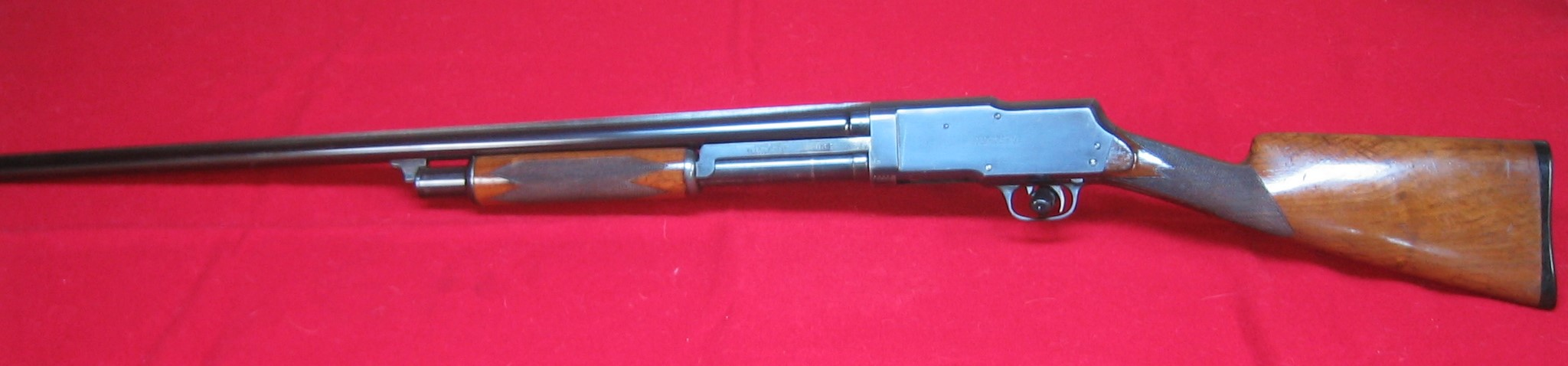
Stevens 522 Trap Gun

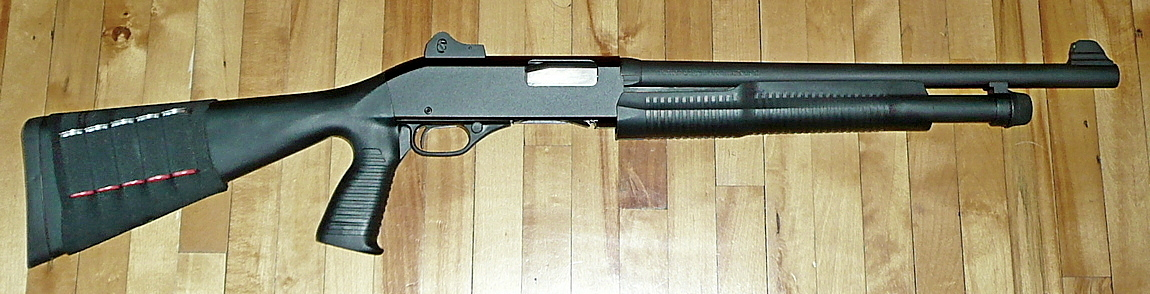
Stevens 320 Security pump shotgun 12Ga 18.5 inch barrel

En 1907, Stevens est contacté par John Browning et se voit proposer la conception d'un fusil de chasse à pompe, sans marteau, à répétition, qui deviendra le Model 520 et 620. Le modèle 520, facilement reconnaissable à son récepteur à double bosse caractéristique, est apparu pour la première fois dans le catalogue n° 52 de Stevens en 1909 et est resté en production jusqu'en 1939,.

En 1927, Stevens produit le modèle 620, une version simplifiée du modèle 520, qui reste en production jusqu'en 1955. En 1918, Stevens fournit à l'armée américaine un prototype de canon de tranchée modèle 520 destiné à être utilisé pendant la Première Guerre mondiale, mais il n'a jamais été produit en quantité. Les modèles 520A et 620A ont été produits (sous les noms de M520-30 et M620) pour un usage militaire pendant la Seconde Guerre mondiale, dans des variantes de tranchée, d'émeute et d'entraînement. Plus de 45 000 exemplaires ont été fabriqués pendant la Seconde Guerre mondiale et beaucoup sont restés en service pendant la Guerre du Viêt Nam.  

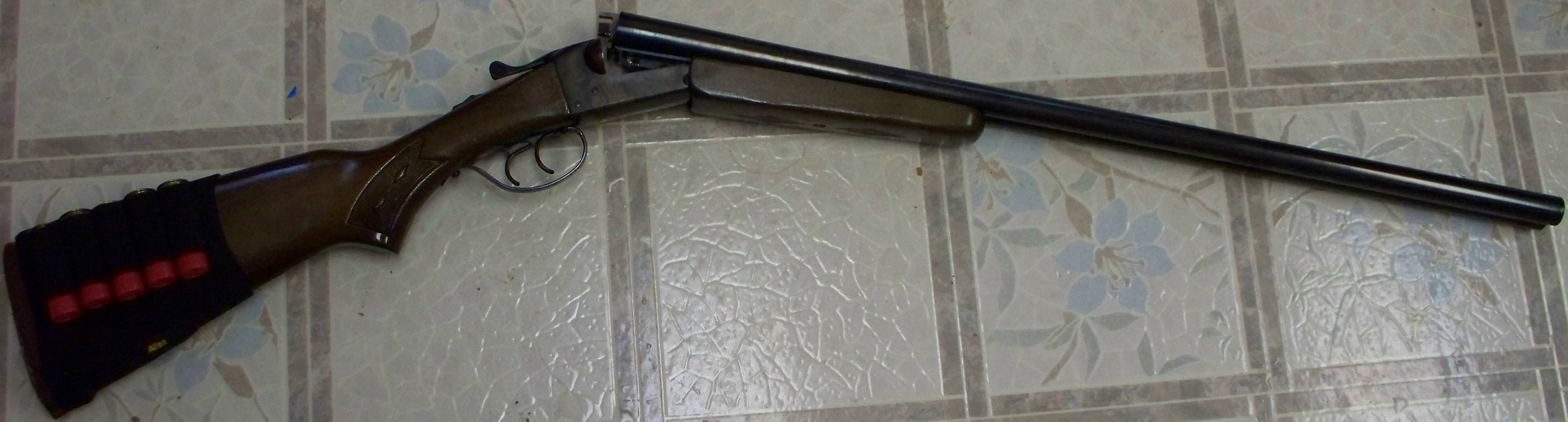
Stevens 511A

## Pistolets de tir sportif
Joshua Stevens a produit trois gammes de pistolets de tir à un coup, nommés d'après des tireurs contemporains :
- Stevens-Conlin No. 38 – nommé d'après James Conlin, propriétaire d'un stand de tir sur Broadway Avenue à New York ;
- Stevens-Lord No. 36 – nommé en l'honneur de Frank Lord, un éminent tireur sportif. Six cents exemplaires ont été produits entre 1880 et 1886[20] ;
- Stevens-Gould No. 37 – nommé d'après Arthur Corbin Gould (en), un expert en armes à feu et écrivain.

Deux exemplaires bien connus du Stevens-Lord No. 36 ont été commandés par Buffalo Bill, le numéro de série 29 pour lui-même et le numéro de série 32 comme cadeau pour Ben Thompson (en). L'ensemble de pistolets de luxe avait des canons de 10 pouces chambrés en .32 Colt (en), des poignées en nacre irisée, et une gravure personnalisée avec incrustation d'or par Louis Daniel Nimschke (en). Celui offert à Thompson portait la mention De la part de Buffalo Bill pour Ben Thompson sur le dos de la crosse.
Un Stevens-Gould No. 37 gravé et plaqué or a été offert à la tireuse d'élite Annie Oakley dans les années 1890 par son mari Frank Butler (en). Le pistolet comportait des motifs finement gravés de têtes de chien et de cheval sur les deux côtés de la monture. Le Stevens-Gould No. 37 était l'un des trois pistolets embellis qui ont été coffrés pour Oakley dans le cadre d'un groupe de présentation.